# Супари, Сити Фадила
Сити Фадила Супари (индон. Siti Fadilah Supari; 6 ноября 1949, Суракарта, Центральная Ява) — индонезийский государственный деятель, медик, врач-кардиолог, педагог, министр здравоохранения Индонезии (21 октября 2004 — 20 октября 2009). Член Президентского консультативного совета Индонезии (2010—2014). Доктор медицинских наук (1996).

## Биография
До 1972 года изучала медицину в Университете Гаджа Мада в Джокьякарте. В 1996 году получила докторскую степень по медицине в Университете Индонезии. В 1993 году прошла курс молекулярной кардиологии в Центре сердца в Вашингтоне, округ Колумбия (США) и курс эпидемиологии на факультете Университета Индонезии. В 1998 году стажировалась на курсах профилактической кардиологии в Гётеборге (Швеция), работала научным сотрудником сравнительной медицины в Университете Уэйк-Форест (США).
Позже читала лекции на факультете общественного здравоохранения, на кафедре сердца и кровеносных сосудов Национального кардиологического центра медицинского факультета Университета Индонезии.
25 лет проработала кардиологом. Была главой исследовательского отдела Индонезийского фонда сердца и руководителем исследовательского центра кардиологической больницы Харапан Кита.
Стала известной в 2007 г., когда будучи Министром здравоохранения Индонезии, объявила на совместной пресс-конференции о том, что её страна «незамедлительно» возобновит предоставление образцов вирусов птичьего гриппа H5N1 для совместного использования. Ранее развивающиеся страны поставляли вирусы H5N1 в сотрудничающие центры ВОЗ для исследований и подготовки к производству вакцин, однако производимые коммерческими компаниями в результате этого вакцины, были недоступны для таких развивающихся стран, как Индонезия. Она назвала такую систему «несправедливой». Это также предотвратило возможность использования штамма вируса в качестве биологического оружия.
Согласно некоторым СМИ, в 2009 году Супари предположила, что вирус гриппа A (H1N1) мог быть создан генетически. Ранее она обвиняла западные правительства в создании и распространении вирусов с целью увеличения доходов фармацевтических компаний.
В июне 2017 года Супари была признана виновной в коррупции и приговорена к четырем годам тюремного заключения. Суд по делам о коррупции Джакарты установил, что в 2005 году она брала взятки, связанные с закупкой медицинского оборудования для кризисного центра Министерства здравоохранения страны. Супари была оштрафована на 200 миллионов индонезийских рупий ($ 15 042), хотя её действия нанесли государству убытки в размере 6,15 миллиарда рупий. Суд постановил, что она злоупотребила своими полномочиями министра, получив взятки в размере 3,2 миллиарда рупий от двух директоров PT Graha Ismaya в виде дорожных чеков. Супари была обязана вернуть государству 550 миллионов индонезийских рупий после того, как ранее она вернула 1,35 миллиарда рупий.